# سال‌شمار قرون وسطی

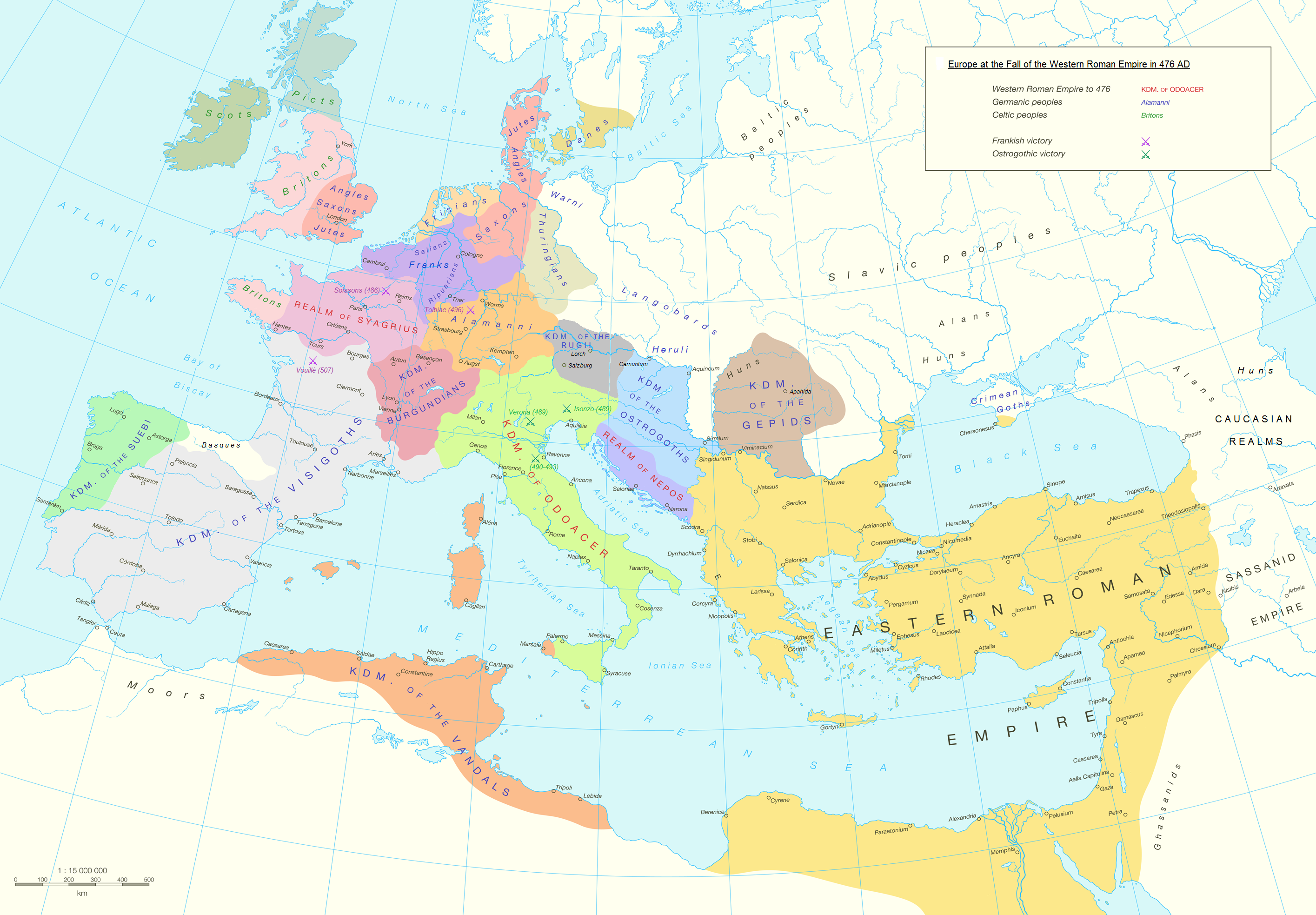
سال‌شمار قرون وسطی

این نوشتار به رخدادهای قرون وسطی و تحولات آن  می‌پردازد.

## سال‌های آغازین قرون وسطی

### قرن پنجم و ششم میلادی
| سال        | تاریخ    | رخ داد                                                                      | اهمیت |
| ---------- | -------- | --------------------------------------------------------------------------- | --- |
| ۴۰۵        |          | جروم ترجمه کتاب مقدس به یونانی یا ولگاته را به پایان رساند.                 | ترجمه انجیل مسیحی به زبان لاتین |
| ۴۱۰        | ۲۴ آگوست | روم بدست آلاریک یکم غارت شد                                                 | رویداد قاطع در از میان رفتن امپراتوری روم غربی |
| ۴۵۵        |          | روم بدست گایسریک پادشاه وندال‌ها غارت شد                                     | |
| ۵۰۷        |          | فرانک‌ها با فرماندهی کلاویس ویزیگوت‌ها را در جنگ ویولی شکست دادند             | شکست سنگین ویزیگوت‌ها در جنگ ویولی که باعث فرار آن‌ها به اسپانیا شد                                                                                           |
| ۵۱۵        |          | جنگ مونس بودیسکا                                                            | پیشروی ساکسون غربی بدست بریتون‌ها متوقف شد |
| ۵۲۵        |          | دینوسس ازیکویاس جدول عید پاک دینوسس ازیکویاس را منتشر ساخت                  | این کار آغاز دروان پس از میلاد با استفاده از گاه‌شمار مسیحی و گاه‌شمار ژولینی شد                                                                              |
| ۵۲۷        | آگوست ۱  | ژوستینین یکم امپراتور روم شرقی شد                                           | بهترین یادگار ژوستینین یکم حقوق مدنی (۵۲۹) او است. |
| ۵۲۹ تا ۵۳۴ |          | ژوستینین حقوق مدنی را منتشر ساخت                                            | حقوق مدنی تفسیری از قرن‌ها قوانین نوشته شده وگفته‌های امپرتوری بود که در سه مجموعه قوانین تقسیم شده بود                                                       |
| ۵۲۹        |          | بندیکت نارسیایی صومعه‌ای در تپه مونت کازینو بر پا ساخت                       | این نخستین صومعه از دوازده صومعه‌ای بود که بندیکت بر پا ساخت                                                                                                 |
| ۵۳۴        |          | سپاه روم شرقی با فرماندهی بیلساریوس شمال آفریقا را از وندال‌ها باز پس گرفتند | |
| ۵۵۲        |          | سپاه روم شرقی به‌طور کامل ایتالیا را تسخیر نمود                              | |
| ۵۶۳        |          | قدیس کولومبا مأمور لونا گردید.                                              | |
| ۵۶۸        |          | پادشاهی لومباردز در ایتالیا بر پا شد                                        | |
| ۵۷۰        |          | محمد (ص) زاده شد                                                            | ادعا نمود که از سوی خدا به او وحی می‌شود. |
| ۵۷۷        |          | نیروهای ساکسون غربی به پیشروی خود در جنگ دئورهام ادامه دادند                | |
| ۵۸۱–۶۱۸    |          | دودمان سویی در چین                                                          | چین در این دوره بار دیگر پس از یک دوره ۴۰۰ ساله یکپارچه گشت                                                                                                 |
| ۵۹۰        |          | گرگوری یکم پاپ شد                                                           | در زمان پاپی گرگوری یکم تبلیغ مذهبی به تراز نوینی رسید، و شیوه پرستش در کلیسای کاتولیک، مناجات‌ها، و غیره دگرگون گشت. پس از مرگ وی این شیوه‌ها مقدس و شرعی شد |
| ۵۹۷        |          | آگوستین کانتربری به شهر کنت انگلستان وارد شد                                | |
| ۵۹۸–۶۶۸    |          | یورش‌های بزرگی از سوی چینی‌ها ضد گرگوریو پادشاهی کره انجام گرفت               | باعث شکست دودمان سویی شد و گوگوریو با نیروی دودمان تانگ و شیلا شکست خورد                                                                                    |

### قرن هفتم
| سال     | تاریخ | رخ داد | اهمیت |
| ------- | ----- | --- | --- |
| ۶۰۵     |       | کانال بزرگ چین ساخته شد | |
| ۶۰۲–۶۲۹ |       | آخرین جنگ بزرگ ایران و روم | درگیرهای طولانی باعث ناتوان شدن هر دو امپراتوری شد و باعث شد ناتوانی مقابله با امیران تازه متحد شده عرب زیر پرچم اسلام در دهه ۶۳۰ میلادی شد. |
| ۶۱۸–۹۰۷ |       | ظهور دودمان تانگ در چین | این سیستم حکومتی ۲۸۶ سال در چین به طول انجامید                                                                                               |
| ۶۲۲     |       | پیامبر اسلام از مکه به مدینه مهاجرت کرد | این رخداد پایه گاه‌شمار اسلامی‌گشت |
| ۶۲۶     |       | نیروهای به هم پیوسته پارسیان و آوارهای اوراسیایی کنستانتینوپول را محاصره نمودند. کنستانتینوپول یا قسطنطنیه سقوط نکرد، آوارهای اوراسیایی تار و مار شدند و پارسیان از آن پس به لاک دفاعی رفتند | |
| ۶۲۷     |       | جنگ نینوا | ارتش روم شرقی در زمان هراکلیوس، ایرانیان را شکست داد                                                                                         |
| ۶۳۲     |       | مرگ حضرت محمد (ص) | در این هنگام سراسر شبه جزیره عربستان مسلمان بودند                                                                                            |
| ۶۳۲     |       | ابوبکر به عنوان اولین خلیفه | |
| ۶۳۳–۶۳۴ |       | نبرد هوین فیلد | ارتش نورت امربریا در زمان اوزولد ارتش ولز را شکست داد                                                                                        |
| ۶۳۸     |       | اورشیلم بدست مسلمانان افتاد | |
| ۶۴۱     |       | جنگ نهاوند مسلمانان ایران را تسخیر کردند | |
| ۶۴۳     |       | مسلمانان اسکندریه را گرفتند | |
| ۶۴۵     |       | در ژاپن قبیله سوگا شکست خورد | این زمان آغاز یک دوره تقلید از فرهنگ چین بود، دوره نارا از یک سال بعد آغاز گشت                                                               |
| ۶۵۰     |       | اسلاوها سراسر بالکان را تسخیر کردند | |
| ۶۶۳     |       | شورای کلیسایی ویتبای | در انگلستان مسیحیت رومی بر مسیحیت سیلتی پیروز شد                                                                                             |
| ۶۶۸     |       | پایان دوره سه پادشاهی در کره | |
| ۶۷۴–۶۷۸ |       | نخستین محاصره کنستاتین پل از سوی اعراب | نخستین باری که ارتش اسلامی متوقف شد و اروپا از افتادن به دست مسلمانان نجات یافت                                                              |
| ۶۸۱     |       | تأسیس نخستین امپرتوری بلغارستان | کشوری با نفوذ بسیار زیاد در قرون وسطی در تاریخ اروپا                                                                                         |
| ۶۸۵     |       | جنگ دن نچتین. پیکت‌ها، نورتت امربریا را شکست داده و سلطه آنان به پایان رسید. | |
| ۶۸۷     |       | جنگ ترترای | |
| ۶۹۸     |       | مسلمانان کارتاژ را گرفتند | |
| ۶۹۸     |       | دوران شمال جنوب در کره آغاز گشت | |

### قرن هشتم
| سال | تاریخ     | رویداد | اهمیت |
| --- | --------- | --- | --- |
| ۷۱۱ |           | مسلمانان با فرماندهی طارق به اسپانیا یورش بردند | آغاز دوره حکومت مسلمانان در شبه جزیره ایبری (در بخش‌های مختلفی از زمین) تا نزدیک به پایان قرن پانزدهم                                                      |
| ۷۱۸ |           | دومین یورش مسلمانان به قسطنطنیه که شکست خورد. ترکیب نیروهای روم شرقی و بلغاری تهدید عرب‌ها در اروپای شرقی را به پایان رساند                                           | |
| ۷۲۶ |           | جنبش سنت شکن در امپراتوری روم شرقی زیر نظر لئوی سوم امپراتور بیزانس یا روم شرقی آغاز شد. گرگوری دوم با این کار مخالفت کرد. یک تفاوت اساسی میان کلیسای رومی و بیزانسی | |
| ۷۳۲ |           | نبرد تور، شارل مارتل جلوی پیشروی نیرهای مسلمان را گرفت | جنبش مهمی که به تشکیل امپراتوری کارولینگ برای فرانک‌ها انجامید و پیشروی موروها را در اروپای غربی گرفت                                                      |
| ۷۳۵ |           | درگذشت بید قدیس | بید بعدها به پدر تاریخ معروف گشت |
| ۷۵۰ |           | آغاز حکومت عباسیان | به طولانی‌ترین و آخرین خلافت که تا سال ۱۵۱۹ طول کشید تبدیل شد. در این زمان بدست امپرتوری عثمانی افتاد                                                      |
| ۷۵۱ |           | پپین کهتر دودمان کارولینگ را بر پا ساخت | |
| ۷۵۴ |           | پپین به پاپ مرکز اعلام وفاداری نمود. شاید این آغاز قدرت موقتی پاپ شد                                                                                                 | |
| ۷۶۸ |           | آغاز حکومت شارلمانی | |
| ۷۷۸ |           | نبرد گردنه رونسیواکس | |
| ۷۸۶ |           | به سلطنت رسیدن هارون رشید در بغداد | |
| ۷۹۳ |           | غارت لیندزفارن. آغاز یورش وایکینگ‌ها به انگلستان | به‌طور کلی آغاز دوران وایکییگ‌ها به‌شمار آمده که در حدود دو قرن به دراز کشید. این غارت‌ها تا هسپانیا در جنوب و تا مرزهای امپراتوری روم شرقی و روسیه کنونی رسی |
| ۷۹۴ |           | آغاز دوران هیان در ژاپن | به عنوان آخرین دوران کلاسیک تاریخ ژاپن شناخته می‌شود. نفوذ چین در این دوران در نیرومندترین شکل خود بوده‌است.                                                |
| ۷۹۵ |           | درگذشت اوفا | پایان تسلط مرسیان را در انگلستان نشان می‌دهد |
| ۸۰۰ | ۲۵ دسامبر | شارلمانی در امپرواتوی مقدس روم تاج گذاری نمود | با تاج گذاری شارلمانی، پادشاهی شارلمانی به‌طور رسمی از سوی پاپ به عنوان بزرگترین امپراتوری در اروپای غربی پس از سقوط امپراتوری روم شناخته شد               |

### قرن نهم
| سال     | تاریخ | رویداد                                                                              | اهمیت |
| ------- | ----- | ----------------------------------------------------------------------------------- | --- |
| ۸۱۴     |       | درگذشت شارلمانی                                                                     | عاملی ذر جهت تقسیم امپرتوری او در تقریباً ۳۰ سال بعد گردید                                                                       |
| ۸۲۵     |       | نبرد الن دون، اگبرت وسکسی، مرسیا را شکست داد                                        | وسکس پادشاهی پیشروی انگلستان گردید                                                                                              |
| ۸۲۷     |       | مسلمانان به سیسیل یورش بردند                                                        | نخستین برخورد در تسخیر سیسیل بیزانتین، آخرین سنگر بیزانتی در ۹۶۵ سقوط کرد                                                       |
| ۸۴۰     |       | مسلمانان باری (ایتالیا) و بیشتر جنوب ایتالیا را تسخیر کردند                         | |
| ۸۴۳     |       | با معاهدهٔ وردون امپراتوری شارلمانی میان نوادگان او تقسیم گردید                      | آغاز مرحله تشکیل امپراتور مقدس روم و فرانسه به عنوان یک ایالت جدا                                                               |
| ۸۴۰     |       | کنس مکالپین شاه پیکت و اسکاتلند شده و پادشاهی آلبا را پایه‌گذاری نمود                | |
| ۸۶۲     |       | کشور وایکینگ در روسیه به رهبری روریک، ابتدا در نواگرادو سپس در کیف بنیان‌گذاری گردید | |
| ۸۶۴     |       | مسیحی شدن بلغارستان.                                                                | |
| ۸۶۶     |       | دروه فوجی وارا در ژاپن                                                              | قدرتمندترین قبیله در دروان هی‌آن در ژاپن در طی سه قرن                                                                            |
| ۸۶۶     |       | ارتش بزرگ وایکینگ‌ها به انگستان رسید                                                 | نورت امبریا، انگستان شرقی، مرسیا شکست خوردند                                                                                    |
| ۸۶۸     |       | نخستین کتاب چاپ شده سناخته شده در چین با تاریخ                                      | |
| ۸۷۱     |       | آلفرد بزرگ تخت شاهی را تحویل گرفت، نخستین پادشاه انگلستان متحد                      | او از انگستان در برابر یورشگران وایکینگ دفاع کرد، قوانین نوین ساخت و جان نوینی به دین و کنش‌های پژوهشی داد                       |
| ۸۷۲     |       | هارالد فایرهیر، هارالد یکم شاه نروژ گشت                                             | |
| ۸۷۴     |       | نوزها آیسلند را مسکونی نمودند                                                       | |
| ۸۸۲     |       | کوین رس تشکیل شد                                                                    | که تا زمان یورش مغول به رس بیش از چهارصد و پنجاه سال علی‌رغم کشمکش در نیمه قرن یازدهم در دوران حکومت یارسلوف خردمند، پایدار ماند |
| ۸۸۵     |       | بر پا شدن کیش سیریل مقدس و متدویس در بلغارستان                                      | با ساخته شدن کتاب مقدس سیریلیک در دهه‌های بعدی کشور مرکز فرهنگی و معنوی ارتدوکس شرقی جهان اسلاوی شد                              |
| ۸۸۵–۸۸۶ |       | وایکینگ‌ها به پاریس یورش بردند                                                       | |
| ۸۹۳     |       | سیمون حاکم نخستین امپراتوری بلغارستان در بلکان شد                                   | |
| ۸۹۶     |       | ارپد و مجارها به پانویا آمدند                                                       | |
| ۸۹۹     |       | مرگ آلفرد بزرگ.                                                                     | |

### قرن دهم
| سال              | تاریخ | رویداد | اهمیت |
| ---------------- | ----- | --- | --- |
| ۹۰۷              |       | با خلع آی امپراتور دودمان تانگ به پایان رسید                                                                                | در چین پنج خاندان و ده پادشاهی بر پا شد |
| ۹۱۰              |       | ادوارد پدر، پسر آلفرد بزرگ وایکینگ‌های نورتامربیا را در جنگ تتنهال شکست داده و آن‌ها دیگر به جنوب رودخانه هامبر یورش نیاوردند | |
| ۹۱۰              |       | صومعه کلنی بدست ویلیام یکم پایه‌گذاری گردید                                                                                  | کلنی پیشرفت کرده و رهبر تصدیق شده رهبانیت غربی شد. اصلاحات کلنی با بنیان‌گذاری صومعه آغاز گشت.                                                      |
| ۹۱۱              |       | رولو و قبیله او که وایکینگ بودند با پیمان نامه سنت کلیر شور اپت در نرماندی ساکن شدند                                        | |
| ۹۱۷              |       | جنگ آنچیالوس. سیمون نخستین امپراتور بلغار بیزانسی‌ها را شکست داد                                                             | باعث شناسایی لقب امپراتور برای شاه بلغار شد |
| ۹۱۹              |       | هانریش مرغ گیر، دوک ساکسونی به عنوان شاه آلمان انتخاب شد. نخستین شاه از خاندان اوتونیان                                     | هانریش به عنوان نخستین شاه کشور آلمان قرون وسطی شناخته می‌شود                                                                                       |
| ۹۲۵              |       | تمزسلوف نخستین شاه کرواسی، از دودمان ترپیموریک به تخت نشست                                                                  | تمزسلوف کرواسی را متحد کرد |
| ۹۲۷              |       | مطابق با نوشته‌های تاریخی تمزسلوف ارتش تزار سیمون یکم شاه بلغار را درنبرد بلندی‌های بوسنی شکست داد                            | پیشروی بلغار به سوی غرب متوقف شد |
| ۹۲۷              |       | مرگ سیمون یکم. به رسمیت شناخته شدن کلیسای ارتدوکس بلغار، نخستین کلیسای مستقل ملی در اروپا                                   | |
| ۹۲۹              |       | عبدالرحمان سوم از دودمان اموی در آندلس (بخشی از شبه جزیره ایبری) خلیفه شد                                                   | آغاز خلافت قرطبه (۱۰۳۱–۹۲۹ میلادی) |
| ۹۳۶              |       | وانگ کو سه پادشاهی کره را متحد ساخت                                                                                         | |
| ۹۵۵              |       | نبرد لچفلد. اتوی یکم ملقب به اتوی بزرگ، پسر هانریش مرغ گیر مجارها را شکست داد.                                              | این جنگ دفاعی بود که جلوی ورود مجارها را به اروپای مرکزی گرفت                                                                                      |
| نزدیک ۹۶۰ میلادی |       | میزکو یکم دوک لهستان شد | نخستین حاکم تاریخی لهستان و بنیان‌گذار دو فاکتو کشور لهستان                                                                                         |
| ۹۶۰              |       | دودمان سونگ پس از آن که امپراتور تازو از دودمان دوم زوهو آخرین دودمان از پنج دودمان تخت را به زور گرفت، آغاز گردید          | ۳۱۹ سال دوره حکومت سونگ (شمال و جنوب) در راه بود                                                                                                   |
| ۹۶۲              |       | اتوی یکم ملقب به اتوی بزرگ به عنوان امپرتور مقدس روم تاج گذاری کرد                                                          | نخستین تاج گذاری امپرتور مقدس روم نزدیک به ۴۰ سال                                                                                                  |
| ۹۶۳–۹۶۴          |       | اتو ژان دوازدهم را ازپاپی خلع کرد                                                                                           | شهروندان روم دیگر بدون تأیید امپراتور نمی‌توانستد پاپی را انتخاب کنند                                                                               |
| ۹۶۵–۹۶۷          |       | میزکو یکم لهستان و دربار او به مسیحیت گرویدند و مسیحیت دین ملی گشت                                                          | |
| ۹۶۹              |       | ژان یکم، نیکه‌فوروس دوم را به قتل رساند و به عنوان امپراتور مشترک بیزانس با باسیل دوم تاج گذاری کرد                          | |
| ۹۷۶              |       | مرگ ژان دوم؛ باسیل دوم امپراتور گشت                                                                                         | اوج قدرت امپراتور روم شرقی در زمان باسیل دوم پس از ژوستینین یکم                                                                                    |
| ۹۷۸              |       | منصور ابی عامر حکومت مطلق مسلمانان آندلس گشت                                                                                | اوج قدرت موری‌ها ایبری زیر نظر منصور |
| ۹۸۱              |       | باسیل دوم (معروف به قاتل بلغارها) تسخیر نهایی بلغارستان را آغاز کرد                                                         | اشغال در ۱۰۱۸ میلادی کامل شد |
| ۹۸۵              |       | اریک سرخ از ایسلند تبعید می‌شود. آغاز کلنی سازی اسکاندوی گرینلند                                                             | |
| ۹۸۷              |       | جانشینی هوگو کاپه در تخت فرانسه                                                                                             | آغاز دودمان کاپه |
| ۹۸۹              |       | جنبش رحمت و حقیقت خدا شکل گرفت                                                                                              | نخستین جنبش کلیسای کاتولیک که با ابزار معنوی و برای محدود کردن جنگ‌های خصوصی و نخستین جنبش در اروپای قرون وسطی برای کنترل جامعه با ابزارهای غیر خشن |

## اوج قرون وسطی یاسده‌های میانی میانه

### سده یازدهم میلادی
| سال               | تاریخ | رویداد | اهمیت |
| ----------------- | ----- | --- | --- |
| نزدیک ۱۰۰۱ میلادی |       | لیف اریکسون در زمستان در لانس اس مدوز در کانادای امروزی ساکن شد | اریکسون اروپایی ساکن شده در آمریکا در دوران اکتشافات اسکاندوینای‌ها در آمریکا بود                                                                                           |
| ۱۰۱۶              |       | پس از مرگ ادموند دوم مشهور به ادموند آیرن‌ساید، کانوت بزرگ پادشاه انگستان شد | دانمارکی‌ها برای ۲۶ سال، پیش از آخرین خیزش انگلوساکسون‌ها پیش از یورش نرماندی‌ها به انگلستان، شاه انگلستان شدند                                                               |
| ۱۰۱۸              |       | بیزانتین‌ها تحت فرماندهی باسیل دوم بلغارستان را پش از ۵۰ سال درگیری تسخیر کردند | ثمره یورش بزانتین به بلغارستان |
| ۱۰۳۷              |       | امپراتوری بزرگ سلجوقیان بدست طغرل بیک پایه‌گذاری گردید | یک نیروی اصلی در طی دو جنگ صلیبی بوده رقیب امپراتوری روم شرقی در قرن بعدی                                                                                                  |
| ۱۰۴۹              |       | پاپ لئو نهم به پاپی رسید | لئو نهم پاپی بود که اسقف اعظم قسطنطنیه، میشل یکم را تکفیر نمود. هم چنین اسقف اعظم قسطنطنیه پاپ لئو را تکفیر نمود که به جدایی شرق و غرب یا جدایی بزرگ در مسیحیت منجر گردید. |
| ۱۰۵۰              |       | برای نخستین بار اسطرلاب در اروپا به کار گرفته شد | |
| ۱۰۵۴              |       | جدایی بزرگ کلیسا را به کاتولیک غربی و ارتدوکس شرقی تقسیم نمود | تنش میان کلیسای کاتولیک و ارتدوکس |
| ۱۰۶۶              |       | ویلیام اول انگستان معروف به ویلیام فاتح، دوک نرماندی، به انگیس یورش برد و پس از نبرد هیستینگر شاه شد                                                                                                   | پایان فرمانروایی آنگلوساکسون در آغاز فرماندهی نرماندی‌ها |
| ۱۰۶۷              |       | پاپ گرگوری هفتم به پاپی انتخاب شد | آغاز اصلاحات در کلیسا |
| ۱۰۷۱              |       | سلجوقیان تحت فرمان آلب ارسلان ارتش روم شرقی را در جنگ ملازگرد شکست دادند. نرمان‌ها باری را اشغال کرده و روم شرقی تنها محمدو به ایتالیا جنوبی د                                                          | پایان دوران روم شرقی در آسیای صغیر |
| ۱۰۷۵              |       | فرمان پاپی، که در آن گرگوری هفتم قدرت پاپی را تعریف می‌کند | اوج اصلاحات گرگوری و عامل بزرگی در اعطای مجادله (Investiture Controversy)                                                                                                  |
| ۱۰۷۷              |       | هاینریش چهارم امپراتور مقدر روم به کانوسا رفت و سه روز با پای برهنه روی برف ایستاد تا بخشش پاپ را برای اهانتی که انجام داده بود، بدست آورد و شکست را در اعطای مجادله (Investiture Controversy)، بپذیرد | این کار به برقراری ولایت پاپ بر حکومت‌های اروپایی بر ۴۵۰ سال کمک کرد |
| ۱۰۷۷              |       | آغاز ساخت برج لندن | برج لندن دژ نهایی امپراتوری انگلیس بود |
| ۱۰۸۶              |       | جمع‌آوری کتاب روز رستاخیز، یک سرشماری بزرگ از زمین و دارایی‌ها که تحت امر ویلیام فاتح برای دانستن میزان دارایی‌های نوی او انجام گرفت                                                                      | این کار پس از زمان رومی‌ها نخستین بار بود که انجام می‌گرفت |
| ۱۰۸۸              |       | دانشگاه بولونیا تشکیل شد | نخستین دانشگاه در اروپا |
| ۱۰۹۵              |       | پاپ اوربان دوم برای تسخیر زمین مقدس و بیرون راندن ترکان سلجوقی از امپراتوری روم شرقی اعلام جنگ صلیبی داد                                                                                               | این نخستین جنگ صلیبی از جنگ‌های بزرگ صلیبی بوده که تا اواخر قرن سیزدهم میلادی به طول اجامید                                                                                 |
| ۱۰۹۸              |       | فرقه سیسترسی بر پا شد | ای فرقه بازگشتی به رعایت اصلی قوانین بندیکت بود |
| ۱۰۹۹              |       | نخستین جنگ صلیبی. اورشلیم با گفته پاپ اوربن دوم از مسلمانان باز پس گرفته شد. | این اتفاق به آغاز پادشاهی اورشلیم برای دست کم دو قرن منجر گردید. |

### سده دوازدهم میلادی
| سال       | تاریخ              | رویداد | اهمیت |
| --------- | ------------------ | --- | --- |
| ۱۱۰۲      |                    | پادشاهی کرواسی و پادشاهی مجارستان یک اتحاد با یک پادشاه تشکیل دادند. پادشاه مجارستان و کرواسی گشت. این اتحاد به نام پکتا کونتا نامیده می‌شد که مشخص می‌کرد کرواسی یک کشور جدا بوده و با مجلس کرواسی فرمانروایی می‌شود. اشراف کرواسی عنوان و زمین‌های خودشان را نگه می‌داشتند. | کرواسی و مجارستان قرون وسطی تا ۱۵۲۶ هم پیمان بودند. اگر چه کشور کرواسی مجارستان تا اوایل قرن بیستم و تا زمان پیمان تریانون برپا ماند.                                                                   |
| ۱۱۰۶      | سپتامبر ۲۸         | هنری او انگستان برادر بزرگتر خودش روبرت کورت هاوس دوک نرماندی را در جنگ تینچبری شکست داده و او را در قلعه دویزیس زندانی ساخت. ادگار آتلیگ و ویلیام کیلتو نیز زندانی شدند.                                                                                                | این پیروزی جنگ بعداً باعث جنگی میان انگلیس و قدرت کاپتی‌ها در فرانسه شد. |
| ۱۱۰۷      |                    | با مصالحه ۱۱۰۷ کشمکش میان آدلا خواهر شاه هنری در انگلیس پایان یافت | این مصالحه یکی از اختلاف‌های میان سلطنت انگلیس و کلیسای کاتولیک را به پایان رساند |
| ۱۱۰۹      |                    | در جنگ ناکلو، بولسلاس سوم پ. رمورین‌ها را شکست داد | راه دسترسی لهستان به دریا دوباره برقرار گشت |
| ۱۱۰۹      | ۲۴ آگوست           | در جنگ هندزفلد، بولسلاس سوم هانریش پنجم را شکست داد | گسترش آلمان‌ها به سری شرق متوقف شد |
| ۱۱۱۶      |                    | روم شرقی ترک‌ها را درفیلوملیون شکست داد | ترک‌ها از سراسر ناحیه ساحلی آناتولی و سراسر آناتولی غربی را واگذار کردند |
| ۱۱۱۷      |                    | دانشگاه آکسفورد تأسیس شد | این قدیم‌ترین دانشگاه انگلیس می‌باشد. |
| ۱۱۱۸      |                    | شوالیه‌های معبد برای حفاظت اورشلیم و زایران اروپایی در سفر خود به سوی این شهر تشکیل شد | شوالیه‌های معبد با اهمیت‌ترین نیروی نظامی در طول جنگ‌های صلیبی شدند |
| ۱۱۲۱      | ۲۵ دسامبر          | نوربرت قدیس و ۲۹ نفر از پیروانش آغاز فرقه شرع سفید را رقم زدند | این فرقه نقش مهمی در تبلیغ مردم اسلاو و اسلاو غربی برای روم شرقی بازی کرد |
| ۱۱۲۲      | ۲۳ سپتامبر         | پیمان نامه ححذهبی کرم‌ها میان هانریش پنجم و پاپ کالیکتوس دوم بسته شد | این پیمان نامه کشمکش اعطای امتیاز را به پایان رساند ولی رقابتی تلخ میان امپراتور و پاپ باقی‌ماند |
| ۱۱۲۳      | ۱۸ مارس تا ۲۷ مارس | نخستین شورای کلیسای جامع روم لاترن پس از پیمان نامهٔ کرم‌ها برگزار شد | |
| ۱۱۲۵      |                    | لوتار سوم از سوپلینبرگ، دوک زاکسن، به جای نزدیکترین خویشاوند فردریک اول (بارباروسا) انتخاب شد | این انتخاب آغاز بزرکترین کشمکش میان گولفل‌ها و گلبلینزها را رقم زد |
| ۱۱۲۵–۱۱۲۷ |                    | رویداد جین گانگ | سربازان جوسان کیفانگ را محاصره کرده و دودمان سونگ شمالی را در چین به پایان رسید؛ دودمان سونگ به مناطق جنوب تری رفته و لبنان را پایتخت جدید خود ساخت                                                     |
| ۱۱۳۰      | ۲۵ دسامبر          | روجر دوم به عنوان شاه سیسیل تاج گذاری کرد، این لقب سلطنتی به وسیلهٔ پادپاپ اناکلوتوس دوم به وی اعطا شد | این تاج گذاری نقطه شروع پادشاهی سیسیل و دریای مدیترانه زیر نظر شاهان نرمان را رقم زد و این پادشاهی را قادر می‌ساخت تا بر امپراتور مقدس روم، پاپ و بیزانس برتری داشته باشد                                |
| ۱۱۳۵      |                    | هرج و مرج (آنارشی) در انگلستان آغاز شد | این جریان آغاز ۱۹ سال دوره حکومت نزاع و جنگ داخلی میان حمایت کنندگان از استفان و ملکه ماتیلدا را نشان می‌دهد که با تاج گذاری پسر ماتیلدا، هنری دوم به پایان می‌رسد و آغاز دودمان پلانتاژانت را نشان می‌دهد |
| ۱۱۳۹      | آوریل              | دومین شورای کلیسای جامع روم لاترن اعلام می‌کند که ازدواج روحانیون معتبر نیست. لباس معمول روحانیت را انحصاری کرده و برای حمله کنندگان به روحانیت مجازات تکفیر در نظر می‌گیرد                                                                                                | اصلاحاتی که گرگوری هفتم با تبلیغات گسترده آغاز کرده بود چند دهه زودتر اجباری ساخت |
| ۱۱۴۷–۱۱۴۹ |                    | دومین جنگ صلیبی انتقام‌گیری از سقوط رها (ادسا- شهری در میان رودان) بود. رها یکی از کشورهای صلیبی بود که در نخستین جنگ صلیبی بر پا شده بود. این جنگ سراسر شکست شد | این نخستین جنگ صلیبی بود که به وسیلهٔ ملکه‌های اروپایی هدایت می‌شد |
| ۱۱۵۰      |                    | رامون برنگور چهارم، دوک بارسلونا، با مکله آراگون ازدواج کرد، آن‌ها در ۱۱۳۷ نامزد شده بودند. | این ازدواج سبب شد تا پادشاهی آراگون به دریای مدیترانه راه پیدا کرده، و یک پادشاهی قدرتمند بسازد که گسترش زیادی یافت و بسیاری از جزایر درای مدیترانه را زیر کنترل خود گرفت.                              |
| ۱۱۵۲      |                    | شورای کلیسایی کلز-میلیفونت سیستم امروزی قلمرو اسقفی ایرلند را پایه‌گذاری کرد و پریماسی (یک لقب برای اسقف‌ها در برخی از کلیساها) آرماگ را به رسمیت شناخت | این شورای کلیسایی داخل شدن کلیسای ایرلندی را به کلیسای کاتولیکی اروپای غربی نشانه گذاری می‌کند |
| ۱۱۵۸      |                    | پیمان هانسیتیک بسته شد. | بسته شدن این پیمان نشانهٔ دورهٔ جدیدی از پیشرفت اقتصادی اروپای شمالی و غربی است. |
| ۱۱۶۳      |                    | نخستین ستون ساختمان نوتردام پاریس گذاشته شد | |
| ۱۱۶۶      |                    | استفان نمانجا سرزمین‌های صرب‌ها را متحد کرده و کشور قرون وسطی صربستان را تأسیس کرد | تأسیس این کشور نشانهٔ خیزش صرب‌ها که بالکان را سه قرن زیر سلطه گرفتند، است. در این زمان متحدان صرب‌ها پادشاهی مجارستان و جمهوری ونیز بود                                                                   |
| ۱۱۷۱      |                    | هنری دوم انگستان به ایرلند رفت تا از حق برتری خودش دفاع کند و شورای کلیسایی کاشل پادشاهی او را تأیید کند | با پیاده شدن شاه هنری در ساحل ایرلند، انگلستان ادعای مالکیت ایرلند را کرده و آن را اشغال نمود که برای هفت قرن و پنجاه سال طول کشید                                                                      |
| ۱۱۷۴      | ۱۲ ژوئیه           | شاه ویلیام یکم اسکاتلند معروف به شیر، در جنگ النویک بدست انگلیس اسیر شد و فئودالی انگلیس را پذیرفته و این همبستگی را در یورک رسمی نمود | این آغاز تدریجی تملک اسکاتلند از سوی انگلیس بود |
| ۱۱۷۵      |                    | هنان شونین، جودو شو را بنیان‌گذاری کرد | این رخداد آغاز فرقه گرایی بودیسم را در ژاپن نشان می‌دهد |
| ۱۱۷۶      | ۲۹ می              | در جنگ لگنانو سواره نظام فردیک باباروسا از پیاده‌نظام پیمان لومباردی شکست خوردند | این نخستین شکست بزرگ سواره نظام بدست پیاده‌نظام بود. این رویداد نشان دهندهٔ نقش تازه‌ای برای طبقه متوسط بود                                                                                                |
| ۱۱۷۹      | مارس               | سومین شورای کلیسایی نامزدها پاپ را به کاردینال‌ها محدود کرد. خرید و فروش مناصب روحانیت را حرام اعلام کرد و تأیید هر کسی را برای اسقف شدن پیش از سن سی سالگی منع کرد | |
| ۱۱۸۳      |                    | قراداد صلح کنستانس میان فردریک باباروسا، پاپ و شهرهای لومباردی بسته شد | پیمان نامه‌های گوناگون یکپارچگی امپراتوری را از میان برد و آلمان و ایتالیا به سوی پیشرفت‌های جداگانه رفتند                                                                                                |
| ۱۱۸۳      |                    | قبیله تایرا بدست قبیله میناموتو از کیوتو بیرون رانده شد | دو سال درگکیری که با جنگ دان نو اور پایین یافت |
| ۱۱۸۴      | نوامبر             | پاپ لوسیوس سوم فرمان اد آبولندم را صادر کرد | این فرمان سازمان تفتیش عقاید قرون وسطی را بر پا ساخت |
| ۱۱۸۵      |                    | نخستین باری که آسیاب بادی ثبت شد | |
| ۱۱۸۵      |                    | تأسیس دوباره امپراتوری بلغارستان | |
| ۱۱۸۵      |                    | در نبرد دون نو اور قبیله میناموتو یوشیتسان قبیله تایرا را نابود ساخت | نابودی قبیله تایرا میناموتو را حاکم معنوی ژاپن ساخت و آغاز دوره فئودالی را در ژاپن که به نام دورهٔ کاماکورا معروف است را رقم زد                                                                          |
| ۱۱۸۶      | ۲۷ ژانویه          | امپراتور بعدی هانریش ششم با کنستانس سیسیلی ازدواج کرد و تخت شاهی سیسیل را از طرف زن به ارث برد | این ازدواج توجه را از کشمکش فرقه‌های گولفس و گوبلین به سیسیل کشید و نقطه آغاز از میان رفتن خاندان اشتاوفرها در آلمان گشت                                                                                 |
| ۱۱۸۷      |                    | صلاح الدین ایوبی اورشلیم را دوباره تصرف کرد | جهان به سوی جنگ صلیبی سوم رفت |
| ۱۱۸۹      | ششم ژوئیه          | ریچارد اول انگستان به سلطنت انگیس رسید | مالیات‌های گرافی که برای سرمایه‌گذاری او در بازار سرمایه اروپایی باعث ایجاد نفرت بارون‌ها و مردم به سوی شاه شد؛ ولی غیبت او از انگلستان موجب شد تا انگیس در سیاست پیشرفت کند                               |
| ۱۱۸۹–۱۱۹۲ |                    | جنگ صلیبی سوم علیه صلاح الدین و یکپارچه سازی جهان اسلام و برای گرفتن دوباره اورشلیم بر پا شد | علی‌رغم چندین پیروزی بزرگ صلیبیون نتوانستند اورشلیم را دوباره بگیرند |
| ۱۱۹۲      |                    | میناموتو یوریتومو سی ای تیشوگان یا شوگان را برای مدت کوتاهی منصوب کرد | شوگان نخستین قدم دیکتاتوری نظامی او برای این لقب بود. این نهاد در ۱۹۱۳ پایان یافت |
| ۱۱۹۳      |                    | ترکان مسلمان به هندوستان یورش برده و دانشگاه نالاندا را به آتش کشیدند | این رخ داد آغاز کاهش بودیسم در هندوستان است. |
| ۱۱۹۳      |                    | نخستین صنف بازرگانی ثبت شد | |

### سده سیزدهم میلادی
| سال       | تاریخ    | رویداد | اهمیت |
| --------- | -------- | --- | --- |
| ۱۲۰۲      |          | چهارمین جنگ صلیبی به شهر کرواسی زادار یکی از رقبای جمهوری ونیز آغاز شد. با عدم توانایی برای پرداخت قراردادهای به افراد صلیبی، موافقت کردند که علی‌رغم نامه پاپ اینوسنت سوم که تهدید کرده بود چنین کارهایی را تکفیر می‌کند، شهر را غارت کنند | محاصره زادار نخستین عملیات صلیبی کاتولیکی علیه یک شهر کاتولیکی بود |
| ۱۲۰۴      |          | غارت قسطنطنیه در طی جنگ صلیبی چهارم | به عنوان آغاز اضمحلال امپروتوری روم شرقی شناخته می‌شود |
| ۱۲۰۵      |          | نبرد ادرینپول. بلغاری‌های زیر فرمان امپراتور کالیون، بلدوین یکم را شکست دادند | آغاز انحطاط امپراتوری لاتین |
| ۱۲۰۶      |          | چنگیز خان به عنوان خان مغول‌ها برگزیده شد و امپراتوری مغول تأسیس گشت | مغول‌ها بیشتر اوراسیا را تصرف کرده و مرزهای سیاسی را تغییر دادند |
| ۱۲۰۸      |          | پاپ اینوسنت سوم فرمان جنگ صلیبی یا جهاد آلبیگایی را صادر کرد. این جنگ به منظور نابود کردن یک فرقه مسیحی به نام کاتاریسم بود | |
| ۱۲۰۹      |          | دانشگاه کمبریج تأسیس شد | |
| ۱۲۰۹      |          | فرقه فرانسیسکن تشکیل شد | یکی از فرقه‌های مهم در کلیسای کاتولیک رومی که به وسیلهٔ فرانسیس آسیزی بنیان‌گذاری گردید                                                                                      |
| ۱۲۱۲      |          | جنگ صلیبی کودکان | |
| ۱۲۱۲      |          | مسیحیان اسپانیای در اردوکشی طولانی مدت سقوط آندلس و پس از جنگ عقاب موفق به شکست مورها شدند | تا سال ۱۲۴۸ تنها بخش کوچکی از جنوب پادشاهی گراناد در کنترل مسلمان‌ها باقی‌ماند                                                                                              |
| ۱۲۱۵      | ۱۵ ژوئن  | جان انگلیسی، منشور کبیر را مهر کرد | این مهر کردن نخستین باری است که یک حاکم قرون وسطی محدودیت را در قدرت خودش می‌پذیرد                                                                                         |
| ۱۲۱۵      |          | چهارمین شورای کلیسایی لاترن برپا شد. این شورا دربارهٔ استحاله نان و شراب عشای ربانی، حق تقدم پاپ و رفتار روحانیت، صادر کردن فرمانی مبنی بر این که مسلمانان و یهودیان باید لباسی بپوشند که قابل تشخیص باشند                                 | |
| ۱۲۱۶      |          | پاپ فرقه دومینیکن را به رسمیت شناخت. | |
| ۱۲۱۹      |          | کلیسای ارتدوکس صربستان زیر نظر قدیس ساوا، نخستین اسقف اعظم مشتقل گردید. | |
| ۱۲۲۷      |          | چنگیزخان از دنیا رفت | قلمروی وی میان بچه‌های و نوادگان وی تقسیم شد: امپراتوری خان بزرگ، خان چغتابی، زادگاه مغولان، اردوی آبی و اردوی سفید که بعداً به اردوی زرین تغییر نام داد.                   |
| ۱۲۳۷–۱۲۴۰ |          | دوباره تهاجم مغول به اسلاو شرقی کهن از سر گرفته شد | باعث تقسیم سیستم حکومتی اسلاو شرقی کیون به سه بخش که امروزه روسیه، اکراین و بلاروس تقسیم کرد و به وسعت نواحی مختلف اروپای شرقی را تحت تأثیر قرار داد؛ اردوی زرین تشکیل شد |
| ۱۲۵۷      |          | دانشگاه پاریس تأسیس شد | |
| ۱۲۵۷      |          | قراردادهای آکسفورد به هنری سوم انگلیس فشار وارد کرد | این عمل باعث تشکیل گونهٔ جدیدی از حکومت با قدرت محدود قانونی شد |
| ۱۲۵۸      |          | محاصره شهر بغداد | مغول‌ها (ایلخانیان) از کنترل منطقه مطمئن شدند؛ به‌طور کلی به عنوان پایان عصر طلایی اسلامی در نظر گرفته می‌شود                                                                |
| ۱۲۷۲–۷۳   |          | نهمین جنگ صلیبی رخ داد | به عنوان آخرین جنگ صلیبی بزرگ در سرزمین مقدس در نظر گرفته می‌شود |
| ۱۲۷۳      |          | رودلف یکم از آلمان به عنوان امپراتور مقدس روم برگزیده شد. | این انتخاب آغاز تسلط دوفکتوی خاندان هابسبورگ بود که پادشاهی آ «دست کم تا ۱۸۰۶ به پایان رسید                                                                               |
| ۱۲۷۴      |          | کتاب مدخل الهیات توماس آکویناس پس از مرگ وی چاپ شد | این کتاب زیربنای اصلی الهیات قرون وسطی بود |
| ۱۲۷۹      |          | جنگ یامن | نشانه پایان دودمان سونگ در چین است. چین زیر نظر امپراتوری قوبلای خان مغول قرار گرفت                                                                                       |
| ۱۲۸۲      |          | شورش نماز شامگاهی سیسیلی‌ها. در یک دوره شش هفته‌ای سیسیلی‌ها، خاندان آنگونس را قتل‌عام کردند این واقعه به دلیل آزار رسانی یک مرد فرانسوی به یک زن رخ داده‌است                                                                                  | سر آغاز دو دهه جنگ، پیمان‌های صلح میان پادشاهی آرگون، سیسل و آنگونس‌ها شد                                                                                                   |
| ۱۲۹۶      |          | ادوارد یکم به اسکاتلند یورش برد و این حمله شروع نخستین جنگ استقلال اسکاتلند شد. | |
| ۱۲۹۷      |          | جنگ پل استرلینگ | ویلیام والاس به عنوان رهقر مقاومت اسکاتلند علیه انگلستان معروف شد |
| ۱۲۹۸      |          | مارکو پولو داستان شگفت‌انگیز خودش دربارهٔ سفر به چین را با همکاری روستیکلو دا پیزا منتشر ساخت | یک گام حیاتی برای تجارت شرق و غرب |
| ۱۲۹۹      | ۲۷ ژوئیه | امپراتوری عثمانی بدست عثمان یکم تأسیس شد | آخرین و طولانی‌ترین امپراتوری اسلامی که ۶۰۰ سال به طول انجامید و تا قرن بیستم کشیده شد                                                                                     |

## سال‌های پایانی قرون وسطی یاسده‌های میانی پایانی

### قرن چهاردهم میلادی
| سال  | تاریخ         | رویداد | اهمیت |  |
| ---- | ------------- | --- | --- |  |
| ۱۳۰۷ | جمعه ۱۳ اکتبر | شوالیه‌های معبد دستگیرشده و به دست فلیپ چهارم و با پشتیبانی پاپ به قتل رسیدند                                             | از بین رفتن این دسته را تسریع کرد |  |
| ۱۳۰۷ |               | آغاز دو دستگی غرب که در طی آن پاپ از واتیکان به آوینیون مهاجرت کرد                                                       | آغاز دورهٔ هفت دهه‌ای که پاپ بیرون از رم ساکن شد و می‌تواند یک عامل اصلی در دودستگی غرب باشد |  |
| ۱۳۱۰ |               | دانته آلیگیری کمدی الهی را منتشر ساخت                                                                                    | یکی از مهم‌ترین کارهای ادبی در ااخر قرون وسطی بوده و در میان ارزنده‌ترین کارهای ادبی جهان است. |  |
| ۱۳۱۴ |               | جنگ بن نوک برن | روبرت یکم اسکاتلند استقلال دوفکتوی اسکاتلند را دوباره برقرار ساخت. |  |
| ۱۳۲۵ |               | آزتک‌ها شهر تنوشتیتلان را ساختند                                                                                          | این شهر نزدیک ۲۰۰ سال پایتخت پادشاهی آزتک تا زمانی که ارنان کورتس، تنوشتیتلان را محاصره نمود |  |
| ۱۳۲۸ |               | جنگ نخست استقلال اسکاتلند که با پیروزی اسکاتلند و با پیمان ادینبورگ- نورتامپتون و استقلال مشروع (دو ژوره) پایان یافت     | |  |
| ۱۳۳۳ |               | امپراتور گودای گو از تبعید به اریکه قدرت بازگشت و تجدید حیات کن‌مو را آغاز نمود                                           | دوران دیکتاتوری کاماکورا به پایان رسید و چند سالی پیش از شوگون سالاری آشی‌کاگا، تجدید حیات کن‌مو رخ داد |  |
| ۱۳۳۷ |               | جنگ صدساله آغاز گردید. انگلستان و فرانسه برای تسخیر اروپای غربی کشمکش را آغاز کردند                                      | جنگ در سه یا چهار دوره مختلف جنگی در طول ۱۱۶ سال مشخص می‌شود |  |
| ۱۳۴۶ | ۲۶ آگوست      | جنگ کرسی رخ داد | نیروهای انگستان با رهبری ادوارد سوم انگلستان و ادوارد شاهزاده سیاه نیروهای فرانسوی با رهبری فلیپ ششم فرانسه شکست دادند، با این که نیروهای فرانسوی ۴ برابر نیروهای انگیسی بوده ولی با کمان بلند که یک عامل ارزشمند در انگلستان بود. این جنگ هم چنین اخلاق سلحشوری کلاسیک به پایان رسید                               |  |
| ۱۳۴۷ |               | طاعون سیاه یا مرگ سیاه برای نخستین بار به اروپا یورش برد. تخمین زده می‌شود که ۲۰ تا ۴۰ درصد از مردم در سال نخست از مردند. | نخستین بار از چندین بار رخ دادن این بیماری؛ که برآورد می‌شود تا ۵۰ درصد مکردم اروپا را از میان برد |  |
| ۱۳۴۷ |               | دانشگاه چارلز در پراگ تأسیس شد                                                                                           | این دانشگاه قدیمترین دانشگاه آلمانی زبان جهان است. |  |
| ۱۳۶۸ |               | شکست دودمان یوان. حکومت باقی‌مانده این خاندان، به عنوان یوان شمالی بر مغولستان ادامه یافت                                 | پاره شدن امپراتوری مغول، که پایان صلح مغول (Pax Mongolica) را نشان می‌دهد |  |
| ۱۳۷۰ |               | تیمور یا امیر تیمور گورکانی یا تیمور لنگ، سلسلهٔ تیموریان را تأسیس کرد                                                    | در یک دوران ۳۵ ساله، تیمورلنگ افراد خودش در کشورهای اسلامی‌مانند اردوی زرین و سلطنت دهلی برای دستیابی به هدف خودش که برپایی امپراتوری مغول بود را غارت کرد. |  |
| ۱۳۷۸ |               | دودستگی غرب که در طی آن هم‌زمان سه مدعی پاپی انتخاب می‌شدند                                                                | نشستن پاپ در آوینیون پایان یافت |  |
| ۱۳۸۰ |               | شاهزاده دیمیتری دونسکی یک واحد ارتش روسیه را هدایت کرد و در جنگ جنگ کولیکوف بر مغول‌ها پیروز شد                           | |  |
| ۱۳۸۰ |               | جفری چاوسر نوشتن حکایت‌های کنتربری را آغاز کرد                                                                            | شاهکار چاوسر، و یکی از کارهای بنیادری که ساختار انگلیسی مدرن را تشکیل داد. |  |
| ۱۳۸۱ |               | انقلاب کشاورزان خرده‌پا در انگلستان                                                                                       | پر شتاب‌ترین گسترش شورش در تاریخ انگلستان و پرطرفدارترین شمار در اواخر قرون وسطی |  |
| ۱۳۸۱ |               | انجیل به وسیلهٔ جان ویکلیف به انگلیسی ترجمه شد                                                                            | نخستین نسخه چاپی انگلیسی به نام ولگاته‌است. |  |
| ۱۳۸۶ | ۱۸ و ۱۹ اکتبر | دانشگاه هایدلبرگ تأسیس شد                                                                                                | قدیمترین دانشگاه آلمان |  |
| ۱۳۸۹ | ۲۸ ژوئن       | نبرد کوزوو در صربستان | این جنگ از بسیاری جهات جنگی قاطع میان ترک‌ها و مسیحیان به‌شمار می‌آید ارتش ترک‌ها را سلطان مراد یکم هدایت می‌کرد، و ارتش مسیحیان که دوک صرب‌ها لازر هدایت می‌کرد. این جنگ در کوزوو، بخش جنوبی امپراتوری قرون وسطی صربستان اتفاق افتاد. پس از جنگ امپراتوری ترکیه به گسترده شدن در بالکان ادامه داده تا سرانجام به وین رسید |  |
| ۱۳۹۲ |               | دودمان جوسان در کرده قدرت یافت                                                                                           | طولانی‌ترین رژیم در میان خاندان‌ها در کره |  |
| ۱۳۹۶ |               | نبرد نیکوپولیس رخ داد | آخرین جنگ صلیبی بزرگ شکست خورد |  |
| ۱۳۹۷ |               | اتحاد کالمار تشکیل شد | ملکه مارگارت یکم دانمارک کشورهای دانمارک، سوئد و نروژ را یکپارچه ساخت که تا ۱۵۲۳ میلادی به طول انجامید |  |
| ۱۳۹۹ |               | ریچارد دوم تاج را به هنری که هنری چهارم شد واگذار نمود                                                                   | پایان خاندان پلاتگانت، آغاز سلسله لانکستر |  |

### قرن پانزدهم میلادی
| سال       | تاریخ     | رویداد | اهمیت |
| --------- | --------- | --- | --- |
| ۱۴۰۲      | ۲۰ ژوئیه  | جنگ آنکارا | نیروهای تیمور بایزید یکم را اسیر کردند که باعث فترت در امپراتوری عثمانی شد                                                                             |
| ۱۴۰۵      |           | ناوگان دریایی چین با رهبری چنگ هه در جنوب شرقی آسیا و اقیانوس هند (تا شرق آفریقا) آغاز شد                                                           | این اردو کشی نخستین اردو کشی دودمان مینگ بوده که آخرین آن و هفتمین آن‌ها در ۱۴۳۳ انجام می‌گیرد.                                                          |
| ۱۴۰۹      |           | لادیسلاوس شاه ناپل، حقوق خویش از دالماسی را به ۱۰۰۰۰۰ دوکات جمهوری ونیز فروخت                                                                       | دالماسی با چند وقفه برای نزدیک به چهارصد سال تا سال ۱۷۹۷ زیر نفوذ جمهوری ونیز باقی‌ماند                                                                 |
| ۱۴۱۵      | ۲۵ اکتبر  | نبرد اکینکورت. هنری پنج انگلستان سپاه از نظر نفرات برتر فرانسوی را شکست دادند. بخشی از این پیروزی به دلیل سلاح کمان بلند تازه معرفی شده انگلیسی بود | نقطهٔ عطف در جنگ‌های صد ساله برای انگلستان قرن پانزدهمی که به پیمان تیروز که پنج سال بعد امضا شد و هنری پنجم را وارث فرانسه ساخت منجر گردید.             |
| ۱۴۱۷      |           | شورای کنستنس پایان یافت | دودستگی غرب به پایان رسید و فقط پاپ مارتین پنجم به پاپی انتخاب شد                                                                                      |
| ۱۴۱۹      |           | جنگ هوسی‌ها پس از ۴ سال از مرگ جان هوس در اروپای مرکزی درگرفت. این جنگ بین پیروان جان هوس و افراد ضد آن‌ها بود                                        | اگر چه این جنگ یک جنگ بدون برنده بود (و نزدیک سال‌های ۱۴۳۴ پایان یافت) ولی عامل دیگری میان کاتولیک‌ها و پروتستان‌ها پیش از انقلاب پروتستان‌ها به‌شمار می‌آید |
| ۱۴۲۹      |           | ژان دارک پرچم محاصره اورلئان را به نام دوفن فرانسه برافراشت و او را قادر ساخت تا سرانجام تخت شاهی را بدست آورد                                      | نبرد اورلئان نخستین جنگ از جنگ‌های بسیاری بود که سرانجام انگلیسی را از قاره اروپا بیرون راند                                                            |
| ۱۴۳۱      |           | دادگاه و محکومیت ژان دارک | مرگ زنی که کمک کرده بود تا سرنوشت جنگ صدساله در دو سال به نفع فرانسه تغییر کند                                                                         |
| ۱۴۳۴      |           | خاندان مدیچی در فلورنس برتری یافت | به دوره مهمی برای مدیچی اعم از بانک داران، پاپ‌ها، ملکه‌ها، دوک‌ها در سرتاسر اروپا به ویژه در ایتالیا و به ویژه در جمهوری فلورنس در طول سه قرن منجر شد    |
| ۱۴۳۹      |           | یوهانس گوتنبرگ صنعت چاپ را اختراع کرد | کتاب‌های ادبی، اخبار و هر چیزی چاپی دیگر در سراسر اروپا در دسترس قرار گرفت                                                                              |
| ۱۴۴۲      |           | جنگ سیبو | سومین پیروزی مهم نیروهای مجارستان بر نیروهای عثمانی فرمانده نیروهای مجارستان را ایوان هونیادی بر عهده داشت.                                            |
| ۱۴۴۴      | دهم اکتبر | نبرد وارنا | نبرد نهایی در جنگ صلیبی وارنا؛ عثمانی‌ها بر ارتش مجارستان-لهستان پیروز شده و اولاسلوی یکم مرد/                                                          |
| ۱۴۵۳      |           | قسطنطنیه بدست ترک‌های عثمانی افتاد | پایان امپراتوری روم شرقی؛ قسطنطنیه پایتخت امپراتوری عثمانی شد                                                                                          |
| ۱۴۵۳      |           | جنگ صد ساله پایان یافت | در این هنگام قلمرو پهناور انگلستان در فرانسه کاهش یافته و تنها محمد به بندر کاله محدود گردید و سرانجام کنترل آن جا را نیز از دست داد                   |
| ۱۴۵۵      | ۲۲ می     | نخستین جنگ سنت البنس | به‌طور تاریخی آغاز جنگ گل‌ها را نشان می‌دهد |
| ۱۴۵۶      |           | محاصره بلگراد | وقفه در پیشروی‌های بزرگ عثمانی برای هفتاد سال، آخرین پیروزی بزرگ هونیادی                                                                                |
| ۱۴۵۹      |           | سمودرهو بدست ترک‌ها افتاد | نشانگر پایان امپراتوری قرون وسطی صربستان شد |
| ۱۴۶۱      |           | امپراتوری ترابزون بدست ترک‌ها افتاد | آخرین پاسگاه مرزی روم که بدست عثمانی افتاد |
| ۱۴۶۷–۱۴۷۷ |           | جنگ اونین در ژاپن | نخستین جنگ از سلسله جنگ‌هایی داخلی که میان شوگان‌ها که یک دسال بعد نیز ادامه یافت                                                                        |
| ۱۴۸۵      |           | توماس مالوری داستان مرگ آرتور را نوشت | |
| ۱۴۸۵      | ۲۲ اکتبر  | جنگ بوسورث فیلد رخ داد | ریچارد سوم انگلستان در جنگ مرد و هنری هفتم انگلستان شاه انگستان شد؛ آخرین جابجابب پادشاهی خانوادگی در جنگ گل‌ها                                         |
| ۱۴۸۷      | ۱۶ ژوئن   | جنگ استوک | نشانگر پایان جنگ گل‌ها |
| ۱۴۹۲      |           | سقوط آندلس | پایان فرمانروایی موری‌ها مسلمانان بر شبه جزیره ایبری؛ یکپارچگی اسپانیا و پرتغال                                                                         |
| ۱۴۹۲      |           | کریستف کلمب به جهان نو رسید | عصر کاوش در جهان نو آغاز شد |

### ۱۴۹۲–۱۴۹۹
رخدادهای میان پایان قرون وسطی در ۱۴۹۲ و آغاز قرن شانزدهم
| سال  | تاریخ | رویداد                                                                                               | اهمیت |
| ---- | ----- | --- | --- |
| ۱۴۹۴ |       | اسپانیا و پرتغال پیمان توردسلیس را امضا کرده و برای تقسیم جهان بیرون از اروپا بین خودشان توافق کردند | جنگ‌های ایتالیا سرانجام به سقوط شهر دولت‌های ایتالیا انجامید. حکمرانی پاپ باعث تقسیم برزیل و آمریکای اسپانیایی شده و به همین صورت به تشکیل فلیپین اسپانیای و کلنی‌های پرتغال در هند و آفریقا نجر گردید. |
| ۱۴۹۷ |       | واسکو دوگاما نخستین سفر خود از اروپا به هندوستان را آغاز کرد                                         | واسکو دوگاما نخستین اروپایی است که سفر مستقیمی را از اروپا به شرق آسیا انجام داد |
| ۱۴۹۹ |       | ناوهای عثمانی در جنگ لپانتو ونیزی‌ها را شکست دادند                                                    | |